# Kepler-186 c
Kepler-186 c est une planète en orbite autour de l'étoile naine rouge Kepler-186. Il s'agit de la deuxième planète en termes de distance à cette étoile ; elle est située dans la zone chaude (plus proche de l'étoile que la zone habitable).